# Inès Leonarduzzi
Pour les articles homonymes, voir Leonarduzzi.
Inès Leonarduzzi, née le 28 septembre 1987 à Louviers (Eure), est une entrepreneuse française. Elle a fondé et préside l’ONG Digital For The Planet.

## Biographie
Inès Leonarduzzi crée l'organisation Digital for the Planet en août 2017,,, qui vise à promouvoir "l’écologie numérique". Cette organisation vise à rendre le numérique moins énergivore, plus responsable, mais aussi plus inclusif et égalitaire, en faisant notamment du lobbying éthique.  
En 2018, elle entre au classement de l'Institut Choiseul[réf. souhaitée]. En 2019, elle est désignée Women 4 Climate par C40 Cities. 
En 2020, elle lance Preserve, une plateforme française de master classes de développement personnel.
En 2021, elle publie Réparer le futur aux éditions de l'Observatoire.